# Fritz Ullmann
Pour les articles homonymes, voir Ullmann.
Fritz Ullmann (2 juillet 1875 à Fürth – 17 mars 1939 à Berlin) est un chimiste allemand.

## Biographie
Ullmann nait à Fürth et commence ses études de chimie à Nuremberg, mais sa thèse lui est décerné par l'université de Genève pour les travaux menés avec Carl Gräbe en 1895. Après quelque temps à Genève, il se rend à Berlin en 1905. 
Ullmann enseigne la chimie appliquée entre 1905 et 1913 puis entre 1922 et 1925 à l'université technique de Berlin, tout d'abord comme membre du corps enseignant puis comme professeur.
Il épouse Irma Goldberg (en), son assistante, entre 1905 et 1910.

## Travaux
En 1900, il présente le sulfate de diméthyle comme un agent alkylant. Entre 1914 et 1922, alors qu'il est de nouveau à Genève, il publie la première édition de l'Enzyklopädie der Technischen Chemie en 12 volumes (en français, l'Encyclopédie de chimie technique d'Ullmann).
Il a laissé son nom à plusieurs réactions :
- la réaction d'Ullmann ;
- la condensation d'Ullmann (en) ;
- la synthèse de Graebe-Ullmann des carbazoles ;
- la synthèse de Jordan-Ullmann-Goldberg.